# Cophura vera
Cophura vera är en tvåvingeart som först beskrevs av Pritchard 1935.  Cophura vera ingår i släktet Cophura och familjen rovflugor.
Artens utbredningsområde är Arizona. Inga underarter finns listade i Catalogue of Life.